# Дормидонтовка (село)
Дормидо́нтовка — село в Вяземском районе Хабаровского края России.

## География
Село Дормидонтовка расположено в 35 км к северу от районного центра города Вяземский, в 75 км к юго-западу от Хабаровска. В 3 км восточнее села проходит автотрасса «Уссури». На восток от перекрёстка идёт дорога к селу Капитоновка.

## История
Со времени основания села в 1900 году Дормидонтовка заселялась в основном переселенцами из областей Украины, Белоруссии, России и насчитывало 140 дворов, расположенных на двух улицах. Поселение назвали в знак уважения к инженеру, руководителю строительства северного участка Уссурийской железной дороги Н. Ф. Дормидонтову. В селе есть клуб, библиотека, медпункт, школа, детский сад, детский дом, сельская администрация.

## Население
| 2002 | 2010 | 2011 | 2012 | 2013 | 2014 | 2015 |
| ---- | ---- | ---- | ---- | ---- | ---- | ---- |
| 657  | ↘556 | ↘555 | ↘539 | ↘535 | ↘525 | ↘507 |
| 2016 | 2017 | 2018 | 2019 | 2020 | 2021 |      |
| ↘497 | ↘467 | ↘450 | ↗466 | ↗477 | ↗512 |      |